# Фа мінор
Фа мінор (англ. F minor, нім. f-Moll) — мінорна тональність, тонікою якої є нота фа. Гама фа мінор містить звуки:
 фа - соль - ля♭ - сі♭ - до - ре♭ - мі♭
 F - G - A♭ - B♭ - C - D♭ - E♭.
Паралельна тональність — ля-бемоль мажор, однойменний мажор — фа мажор. Фа мінор має чотири бемолі біля ключа (сі-, мі-, ля-, ре-).

## Найвідоміші твори, написані в цій тональності
- Й. С. Бах — прелюдія і фуга з 1-го та 2-го зошитів ДТК, органна хоральна прелюдія
- П. І. Чайковський — симфонія № 4
- Д. Д. Шостакович — симфонія № 1